# Инфельд, Леопольд
Леопольд Инфельд (пол. Leopold Infeld; 20 августа 1898, Краков, Великое княжество Краковское, Австро-Венгрия — 15 января 1968, Варшава, Польша) — польский физик-теоретик, член Польской АН (1952).

## Биография
Родился в купеческой еврейской семье Соломона Инфельда и Эрнестины Кахане. Окончил Ягеллонский университет в Кракове (1921). В 1930 году стал ассистентом при кафедре теоретической физики Львовского университета. В 1933—1935 годах работал в Кембридже, в 1936—1938 годах в Принстонском университете, у Альберта Эйнштейна. С 1939 года профессор университета в Торонто. С 1950 года, после возвращения в Польшу, — в Варшавском университете. В 1962 году организует международную конференцию по гравитации.
Основные труды по теоретической физике: интерпретация соотношения неопределенностей, волновое уравнение электрона в общей теории относительности (совместно с голландским математиком Б. Л. ван дер Варденом, 1933), нелинейная электродинамика (совместно с М. Борном, 1934—1935).
В 1938 году совместно с Эйнштейном и Б. Гофманом из уравнений общей теории относительности вывел уравнения движения системы тел в поле тяготения в приближении более высоком, чем ньютоновское.
Автор нескольких повестей, в том числе книги о Э. Галуа (1948; рус. перевод 1958). Учреждена награда имени Л. Инфельда.

## Цитаты
Ничто на свете не должно навеки остаться скрытым от мысли человека. Л. Инфельд

## Сочинения
- The gravitational equations and the problem of motion, «Annals of Mathematics», 1938, v. 39, ?1, 65-100 (совм. с A. Einstein и B. Hoffmann); в рус. пер. — Эволюция физики, 2 изд., М., 1956 (совм. с А. Эйнштейном).
- Эйнштейн, А., Инфельд, Л. ЭВОЛЮЦИЯ ФИЗИКИ, Москва, 1965; 296 стр.
- Инфельд, Л. Мои воспоминания об Эйнштейне, 1955
- Инфельд Л. Эварист Галуа. Избранник богов. М.: Издательство ЦК ВЛКСМ «Молодая гвардия», 1965. (Жизнь замечательных людей).
- Инфельд Л., Плебаньский E. Движение и релятивизм. Движение тел в общей теории относительности. — М.: Ин. лит., 1962